# Клімов Григорій Петрович
Григорій Петрович Клімов (справжнє ім'я — Ігор Борисович Калмиков; в Німеччині був відомий під ім'ям Ральф Вернер; 26 вересня 1918, Новочеркаськ — 10 грудня 2007, Нью-Йорк) — російсько-американський письменник-перебіжчик, журналіст, редактор, автор численних публікацій та лекцій конспірологічного і євгенічного змісту.
Розробляв концепцію так званої «вищої соціології» («дегенералогії»), що являє собою інтерпретацію історії і соціології. Риторика Клімова на захист створеної ним концепції, на думку частини дослідників (радше консервативних), становить сплетіння ксенофобних побудов. З іншого боку, Клімов неодноразово підкреслює, що він виступає в першу чергу за максимальну поінформаваність людей з певних питань. Також дослідник категорично проти будь-яких підкилимних ігрищ і кривавого терору, якими так рясніє історія ХХ століття. Книги Клімова мають досить велику популярністю в Російській Федерації та середовищі радянських емігрантів в США та НІмеччині, що дозволяє говорити про культовий статус в певних колах (читайте бесіду Ярослава Могуітна з Григорієм Петровичем Клімовим, професором сатанознавства і вищої соціології, автором «Князя світу цього» та інших книг ). У книзі «Лімоніана або Невідомий Лимонов» наведені визнання Едуарда Лимонова, що він був знайомий з Клімовим в Америці і навіть написав про нього розповідь «Перше інтерв'ю».

## Біографія
З його власних слів, Григорій Клімов, уроджений Ігор Борисович Калмиков (він же — Ральф Вернер), народився в місті Новочеркаську в сім'ї лікаря 26 вересня 1918 року. 1941 року закінчив Новочеркаський індустріальний інститут і вступив у Військовий інститут іноземних мов у Москві.
Після закінчення ВІІМ в 1945 р. був направлений для проходження служби перекладачем німецької мови у званні майора в Берлін, в Радянську Військову Адміністрацію. В 1947, отримавши наказ повернутися до Москви, втік до Західної Німеччини. За іншими його ж словами, рішення ухвалено після наказу з Москви про звільнення. Після втечі на Захід радянські документи він загубив і придбав фальшиві документи на ім'я Ральфа Вернера. Григорій Клімов — літературний псевдонім, під яким опубліковані його книги.
В 1949 — 1950 рр., за його словами, працював в Гарвардському проєкті під егідою ЦРУ, проводячи психологічні опитування московськомовних іммігрантів-біженців.
В 1951 — 1955 рр. був головою Центрального об'єднання післявоєнних емігрантів з СРСР (ЦОПЕ) і головним редактором журналів «Свобода» і «Антикомуніст» (останній — німецькою мовою).
Його книга «Машина Терору» була серіалізована в журналі «Рідерс Дайджест» («Reader's Digest») в 1953 р.
Нині завдяки учаснику проєктів Григорія Клімова 1988 та 1989 рр., який називає себе НН, українці мають можливість переглянути на YouTube відеолекції Клімова записані російською мовою, а саме «Божий народ» (14 лекцій) та «Красная Каббала» (16 лекцій).

## Твори
- 1951 «Пісня переможця» (також виходила під назвами «Машина терору», «Берлінський Кремль», «Крила холопа»)[3]
  - Німецьке видання. Gregory Klimow. Berliner Kreml, Cologne / Berlin. 1953.
  - Англійське видання: Gregory Klimov. Terror Machine: the Inside Story of the Soviet Administration in Germany. Faber & Faber, London. 1953.
  - Американське видання: Terror Machine: the Inside Story of the Soviet Administration in Germany. Praeger, New York. 1953.
  - Французьке видання: Les Russes à Berlin (Berliner Kreml). Éditions André Bonne. 1953.
- 1970 «Князь світу цього»
- 1973 «Справа 69» [Архівовано 13 березня 2022 у Wayback Machine.]
- 1975 «Ім'я моє Легіон»
- 1981 «Протоколи радянських мудреців»
- 1987 «Червона Каббала» [Архівовано 26 квітня 2022 у Wayback Machine.]
- 1989 «Божий народ»
- 1989 «Божий народ» (український переклад)
- 2002 «Одкровення» («Ключі пізнання», «Сімейний альбом»)
- «Гітлер був євреєм?» [Архівовано 30 листопада 2020 у Wayback Machine.]

## Екранізації
Фільм за книгою «Машина терору» був знятий в Західній Німеччині в 1953 році.
- 1953 'Weg ohne Umkehr' (ФРН)[4] — екранізація твору «Машина терору». На міжнародному кінофестивалі в Берліні в 1954 у цей фільм удостоївся призу «Золотого Кубка».

## Ідеї
Ідеї Г. Клімова викладені в його книгах та інтерв'ю. Згідно з його поглядами:
- Старість і смерть властиві не тільки людям, але і цілим сім'ям — кланам, а також класам (аристократія) і навіть цілим народам і цивілізаціям.
- Старіння кланів (тобто сімей, громадських класів, націй) походить від близькоспоріднених зв'язків. Інцест Клімов називає «Коренем древа дегенерації», першою ознакою дегенерації (старіння суспільства (клану, роду, нації)) є те, що пропадає тяга до біологічного розмноження, це проявляється в тому, що людина перестає відчувати природний потяг до статевозрілих людей протилежної статі, а починає випробовувати збочені варіанти: до осіб своєї статі, дітей, тварин і т. д. Тобто природа ніби блокує його подальше розмноження. У разі, якщо схильний до дегенерації рід (клан, клас) має дітей, то у них виявляються подальші ознаки дегенерації — психічні розлади. При подальшому розмноженні — вроджені тілесні дефекти.
- Гомосексуальність, як і взагалі сексуальні «нетрадиційності», є чіткою вказівкою на наявність дегенерації — «якщо не в порядку між ніг, то не в порядку і в голові», але, згідно з Клімовим, це може бути і вплив декадентських ЗМІ (на думку Клімова сучасне «Західне» суспільство — старіє і вироджується (дегенерує), що проявляється в очевидній деградації західної культурі).
- Перевірити наявність ознак поганої спадковості у себе просто — якщо статеві зносини йдуть звичайним, класичним способом, «як робили наші предки»: обличчям до обличчя, чоловік зверху і не представляючи на місці партнера кого-небудь або кого-небудь на своєму місці, якщо такі зноисини приносить більше задоволення — значить ознак дегенерації немає, якщо людина багато разів пробувала таким чином вступати в статеві зносини і це не приносило їй задоволення — у такої людини є ознаки старіння роду (дегенерації).
- Серед евреїв відсоток дегенератів в середньому вище в 6 разів, а в Німеччині в 8 разів вище, ніж у «не евреїв» (за дослідженнями видатного світили з психіатрії професора Цезара Ламброзо, 1835—1909)[5] тому, що серед жидів дуже частий інцест.
- Найважливішим джерелом зла, «дияволом» є психічно нездорові люди, які дорвалися до влади («легіонери», від «ім'я їм легіон»). Психічні розлади мають головним чином генетичну природу і зумовлені народженням дітей в результаті інцесту в основному у сектах та в середовищі т.з. еліти, традиція, яка йде ще від єгипетських царів.

Г. Клімов є піонером витягування на загальний огляд «пікантних» фактів з життя великих історичних особистостей, з яких випливає їх належність до «легіонерів». Зокрема, «легіонерами за Клімовим» є засновники США, Карл Маркс, справжнє ім'я якого, по думку Клімова — Мордехай Леві, французькі революціонери, більшовики ленінсько-троцькістської хвилі, Альберт Ейнштейн, Віктор Гюго, Борис Пастернак і Сальвадор Далі.

## Схожі девіації у експериментах над тваринами
У експериментах Джона Келхуна з спільнотами гризунів спостерігали схожі девіації, з тими, які описує Клімов як ознаки старіння роду (підвищена агресивність, статеві девіації). Джоном Келхоуном проведено багато подібних дослідів на мишах в умови так званого «мишачого раю», усі з них закінчились однаково — незворотними психічними змінами та спричиненою ними смертю популяції. При цьому причинами виникнення девіантної поведінки у тварин могло бути як схрещування споріднених особин, так і умови існування: обмежений простір, відсутність хижаків і дефіциту їжі, яку можна було отримати фактично без зусиль.